# Rózsáshasú hópinty
A rózsáshasú hópinty (Leucosticte arctoa) a madarak osztályának verébalakúak (Passeriformes) rendjébe a pintyfélék (Fringillidae) családjába tartozó faj.

## Rendszerezése
A fajt Peter Simon Pallas német zoológus és botanikus írta le 1811-ben, a Passer nembe Passer arctous néven.

## Alfajai
- Leucosticte arctoa arctoa (Pallas, 1811) - közép-Szibéria délnyugati része, északkelet-Kazahsztán és északnyugat-Mongólia
- Leucosticte arctoa cognata (Madarasz, 1909) - közép-Szibéria délkeleti része és észak-Mongólia
- Leucosticte arctoa sushkini (Stegmann, 1932) - közép-Mongólia nyugati része
- Leucosticte arctoa gigliolii (Salvadori, 1869) - délkelet-Szibéria
- Leucosticte arctoa brunneonucha (Brandt, 1842)[2] - kelet-Szibéria és északkelet-Kína

## Előfordulása
Dél-Korea, Észak-Korea, Japán, Kína, Kazahsztán, Mongólia és Oroszország területén honos. 	 Természetes élőhelyei a tundrák, mérsékelt övi gyepek, sziklás környezetben. Vonuló faj.

## Megjelenése
Testhosszúsága 18 centiméter, testtömege 22-48 gramm.
|  |

## Természetvédelmi helyzete
Az elterjedési területe rendkívül nagy, egyedszáma ugyan csökken, de még nem éri el a kritikus szintet. A Természetvédelmi Világszövetség Vörös listáján nem fenyegetett fajként szerepel.